# Joseph Borguet
Joseph Borguet (Liegi, 16 aprile 1951) è un ex ciclista su strada belga. Professionista dal 1974 al 1981, fu gregario di Eddy Merckx, Sean Kelly e Claude Criquielion. Non colse vittorie, ma partecipò a due Tour de France (con un secondo posto di tappa nell'edizione 1979), un Giro d'Italia e due Vuelta a España; si classificò inoltre terzo al Trofeo Laigueglia 1976.

## Piazzamenti

### Grandi Giri
- Giro d'Italia

1976: 36º
- Tour de France

1979: 43º
1980: 52º
- Vuelta a España

1975: 21º
1980: 13º

### Classiche monumento
- Milano-Sanremo

1975: 66º
1978: 26º
- Liegi-Bastogne-Liegi

1976: 29º
1978: 27º
1979: 32º